# Dexia
Dexia è una banca e istituzione finanziaria franco-belga, chiamata anche Dexia Group. Nacque nel 1996 dalla fusione del Crédit Communal de Belgique/Gemeentekrediet van België (fondato nel 1860) col Crédit Local de France (fondato nel 1987). In origine la società era registrata in entrambi i paesi, ma nel 1999 la quota belga prese il controllo di quella francese, formando un'unica società, quotata agli indici BEL20, CAC 40 e LuxX. La sede della compagnia è a Bruxelles.

## Storia

### IlGemeentekrediet van België / Crédit Communal de Belgique
Il Gemeentekrediet van België / Crédit Communal de Belgique venne fondato nel 1860 in Belgio allo scopo di finanziare gli investimenti delle amministrazioni locali. Azionisti erano i comuni: quelli fra loro che volevano chiedere prestiti all'Istituto, dovevano sottoscrivere azioni per almeno il 5% dell'importo richiesto.
Nel 1947 la rete di agenzie si sviluppò in modo da raccogliere direttamente il risparmio presso il pubblico attraverso libretti di risparmio.
Fra il 1991 e il 1992 il Crédit communal acquisì il 51% della Banque internationale à Luxembourg, maggior istituto bancario del Granducato.

### IlCrédit Local de France
Il Crédit local de France fu fondato nel 1987, in forma di società di capitali a scopo di lucro in sostituzione della precedente Caisse d'aide à l'équipement des collectivités locales, ente pubblico gestito dalla Caisse des dépôts et consignations. Il Crédit local de France rispondeva ai bisogni degli enti locali, i quali, divenuti protagonisti economici, hanno iniziato a fare appello come le imprese al pubblico risparmio, collocando titoli di debito.
Nel 1990 il Crédit local de France aprì una succursale americana, CLF New York Agency. Poi si espanse in Europa: Gran Bretagna, Spagna, Germania, Italia, Austria, Scandinavia e Portogallo.
Nel 1991 il Crédit local de France venne quotato in Borsa: l'azionariato era diviso fra lo Stato (25,5%), la Caisse des dépôts (25%), ed il flottante (49,5%).

### Dexia[1]
Nel 1996 ebbe luogo la fusione fra il Crédit communal de Belgique e il Crédit local de France che diede vita alla Dexia.
Nel 1998 Dexia acquisì una partecipazione di maggioranza nel Crediop, istituto italiano specializzato nel credito agli enti locali per opere pubbliche.
Nel 1999 il titolo Dexia era quotato alle Borse di Bruxelles (BEL20) e Parigi (CAC 40), e fu ammesso anche a quella di Lussemburgo.
Nel 2000  Dexia acquisì la americana Financial Security Assurance (FSA), specializzata nella gestione dei titoli di debito municipali; cosicché Dexia divenne leader mondiale nel mercato dei servizi finanziari al settore pubblico.
Nel 2005 Dexia fondò una joint-venture insieme alla Royal Bank of Canada.
Nel 2006 la Dexia acquisì il controllo della banca turca Denizbank.
Nel settembre 2008 Dexia si trovò sotto pressione a causa della Crisi. Le altre banche e istituzioni finanziarie si rifiutarono di concederle ulteriore credito a causa delle potenziali perdite derivanti dalla sua succursale americana FSA, nonché da un prestito multimiliardaro alla tedesca Depfa, che era a sua volta in difficoltà.
Dexia fu perciò costretta a ricorrere ad un salvataggio a carico degli Stati, in due forme:
- un'iniezione di capitale di 6,4 miliardi di euro[6] provenienti dai governi nazionale e regionali del Belgio, dallo Stato francese e dalla Caisse des dépôts et consignations, nonché dal governo lussemburghese.
- una garanzia statale[7] sui debiti della Dexia verso le istituzioni finanziarie e quelle pubbliche, da parte dei governi belga, francese e lussemburghese.

Dal momento che Dexia aveva un ufficio di rappresentanza a New York, aveva anche diritto a ricevere aiuti dalla Federal Reserve. Ed infatti l'istituto ha ricevuto in prestito fino a 58 miliardi di dollari.
Alla fine del 2008 Dexia ha dovuto vendere i settori sani della FSA, e ha dovuto cessare l'attività di negoziazione a Parigi, nonché tutta l'attività in conto proprio sui mercati finanziari.
Nel 2009 è stato annunciato un piano di ristrutturazione, in base al quale il gruppo si è ricentrato sulle sue attività primarie, evitando di affrontare i rischi dei mercati finanziari.
Nel 2010 la Commissione europea ha approvato il piano di ristrutturazione, ponendo alcune condizioni necessarie a giustificare gli aiuti governativi e a compensare le conseguenti distorsioni alla concorrenza:
- la dismissione entro il 2013 delle partecipazioni in Crediop, Banco Sabadell e Banka Slovensko, ma non delle attività (molto promettenti) in Turchia;
- l'abbandono della garanzia da parte degli stati sulle emissioni di obbligazioni successive al 2011.